# Patagonotothen kreffti
Patagonotothen kreffti är en fiskart som beskrevs av Arkadii Vladimirovich Balushkin och Stehmann, 1993. Patagonotothen kreffti ingår i släktet Patagonotothen och familjen Nototheniidae. IUCN kategoriserar arten globalt som otillräckligt studerad. Inga underarter finns listade i Catalogue of Life.